# Riccardo Mazzetti
Riccardo Mazzetti (Busto Arsizio, 2 maggio 1984) è un tiratore a segno italiano.
Cresciuto a Gallarate (VA), ha fin da piccolo avuto una predilezione per lo sport in generale praticandone diversi, quali: calcio, nuoto, tennis e pallacanestro. All'età di 14 anni inizia ad avvicinarsi al mondo del Tiro a Segno presso il poligono di Gallarate prima e, successivamente, quello di Legnano, mostrando fin da subito una buona predisposizione per questa disciplina. Dopo soli 2 anni viene convocato al suo primo raduno collegiale della Squadra Nazionale Juniores e nel 2005 entra a far parte del Centro Sportivo Olimpico dell'Esercito, diventando così un atleta professionista.
Dopo aver terminato gli studi presso l'ITC E. Tosi di Busto Arsizio, si iscrive all'Università degli Studi dell'Insubria a Varese. Dopo qualche anno in cui deve conciliare sport e studio, nel 2013 ottiene il Diploma di Laurea Specialistica di Economia e Commercio.

## Carriera
Fin dai primi anni di tiro nella categoria Juniores raccoglie diverse medaglie ai Campionati Italiani in tutte le discipline: Pistola Automatica, Pistola ad Aria Compressa, Pistola Libera, Pistola Standard e Pistola Sportiva.
Entrando a far parte del Centro Sportivo Olimpico dell'Esercito nel 2005 deve decidere in quale di queste discipline specializzarsi e la scelta cade immediatamente sulla Pistola Automatica, una delle specialità Olimpiche che gli permetterà di inseguire il suo sogno a cinque cerchi.
La sua carriera internazionale Juniores non va oltre a poche medaglie in gare internazionali minori e un sesto posto ai Campionati Europei a Monaco di Baviera nel 2004. Lo staff della Unione Italiana Tiro a Segno, però, decide di puntare su di lui per il futuro e nel 2005 lo convoca nella Squadra Nazionale Senior.

### I primi successi internazionali
I primi anni nella Nazionale Senior sono segnati da una crescita moderata che si concretizza nel 2008 quando a Pechino (CHN) ottiene un bronzo ai Campionati Mondiali Universitari.
Da questo momento in poi la sua affermazione a livello internazionale prende forma, confermandosi con un bronzo ai Campionati Europei di Osijek (CRO) nel 2009 alla cui finale ha accesso vincendo uno spareggio contro Oleksandr Petriv (Campione Olimpico 2008) e superando poi Ralf Schumann (3 volte Campione Olimpico).
In questi anni inizia una stretta collaborazione con la ditta di armi sportive Pardini Armi Srl di Lido di Camaiore (LU), leader mondiale nella produzione di pistole sportive, che lo supporterà per la sua intera carriera agonistica.

### 2010 - l'anno della svolta
Nel 2010 lo staff della Nazionale lo convoca a diverse gare internazionali e nel maggio dello stesso anno, guidato dall'allenatore Marco Masetti, conquista la sua prima medaglia in Coppa del Mondo a Fort Benning (USA): con il punteggio di 583 in qualificazione e 202,1 in finale ottiene la medaglia d'argento finendo per poco dietro al cinese Ding Feng dopo aver recuperato 5 dei 6 punti di svantaggio.
Nell'autunno dello stesso anno replica la medaglia d'argento alla Finale di Coppa del Mondo a Monaco di Baviera (GER) e anche ai Campionati Mondiali Universitari a Wroclaw (POL), stabilendo qui anche il nuovo primato italiano con 585 punti.
Ad una sola settimana di distanza dal record, si ripete e lo eguaglia durante i Campionati Italiani a Bologna chiudendo un'ottima stagione agonistica.

### Sogni Olimpici infranti
Nonostante le aspettative per la qualificazione olimpica, nel 2011 non riesce a fornire performance di alto livello, eccezion fatta per il quinto posto ai Campionati Europei di Belgrado (SRB). Qui sfiora la conquista della Carta Olimpica ma una finale non ottimale permette al tiratore ceco Martin Strnad di strappare il pass arrivando al quarto posto.
Il 2012 può essere l'anno della rivincita ma una serie di eventi infrangono definitivamente i sogni di partecipare alle Olimpiadi di Londra per l'atleta italiano.
La prima tappa di Coppa del Mondo è la preolimpica di Londra e qui un problema alla canna della pistola lo costringe a sostituirla appena prima della gara, chiedendola in prestito alla campionessa ucraina Olena Kostevych. Riccardo non va oltre il 21º posto.
La Coppa del Mondo successiva si svolge nel poligono di Milano e, davanti al pubblico di casa, riesce a ottenere un buon risultato con 580 punti ma comunque non sufficiente per la finale.
Alla gara successiva a Monaco di Baviera (GER), mentre si prepara per entrare in pedana, lo scatto elettronico della sua pistola smette di funzionare costringendolo a sostituirlo velocemente e finisce con un modesto 26º posto.
Il 2012 si conclude con la certezza di dover assistere ai Giochi Olimpici da casa. Unica nota positiva: una medaglia di bronzo ai Campionati Mondiali Universitari di Kazan (RUS).

### Obiettivo: Olimpiadi di Rio de Janeiro 2016
Il 2013 è un anno di transizione tra i due cicli olimpici e passa senza eventi degni di nota. C'è aria di cambiamento anche nella Federazione e viene deciso che la Squadra Nazionale in questi quattro anni dovrà essere guidata dall'allenatore tedesco Matthias Hahn. Riccardo ottiene comunque un buon piazzamento ai Campionati Europei di Osijek (CRO) chiudendo all'ottavo posto.
Nel 2014 inizia ad allenarsi privatamente in Germania e il cambiamento sembra dare da subito i suoi frutti: alla Coppa del Mondo di Pechino (CHN) vince l'oro stabilendo il nuovo Record del Mondo di finale con 35 hits.
Il 2015 si apre senza grandi prestazioni e Riccardo non va oltre ad alcuni piazzamenti nelle massime competizioni; ai Campionati Europei di Maribor (SLO), però, si classifica al settimo posto ad un solo punto dalla finale che gli avrebbe permesso di lottare per un pass olimpico. Alla prima edizione degli European Games a Baku (AZE) raggiunge la nona posizione, sempre ad un passo dalla finale.
Per cercare nuovi stimoli nell'autunno del 2015 inizia ad allenarsi privatamente a Stoccarda (GER) con Ralf Schumann, vero e proprio guru della specialità Pistola Automatica che da pochi anni si è ritirato dalla vita agonistica per intraprendere la carriera da allenatore.
È una scelta che lo porta a stravolgere gran parte degli aspetti tecnici fino ad ora utilizzati ma che trova fondamento in una visione di lungo termine.
Il 2016 è l'anno delle Olimpiadi ma la stagione non inizia al meglio. Alla prima Coppa del Mondo a Bangkok (THA), complice un colpo sparato fuori tempo massimo, chiude al 18º posto. I sogni olimpici sembrano sfumare ma alla Coppa del Mondo preolimpica a Rio de Janeiro (BRA) reagisce e con un punteggio di 579 si piazza in 12ª posizione. 
Lo staff della Nazionale decide coraggiosamente di premiare il suo percorso professionale assegnandoli un pass olimpico: Riccardo parteciperà alle Olimpiadi di Rio de Janeiro. Nelle settimane successive segue la preparazione concordata con l'allenatore Matthias Hahn partecipando anche a training camp internazionali con la squadra tedesca e quella francese.
Le Olimpiadi di Rio de Janeiro hanno luogo dal 5 al 21 agosto 2016 in un contesto sociale brasiliano non facile al quale gli atleti sono stati preparati con ampio anticipo. Riccardo partecipa alla Cerimonia di Apertura allo stadio Maracana e segue con la Squadra Olimpica la porta bandiera designata per questa edizione dei Giochi: la campionessa di nuoto Federica Pellegrini.
Le gare di Tiro a Segno si svolgono nel Poligono di Tiro nell'area militare di Deodoro, poco fuori dalla città di Rio de Janeiro. Il 12 agosto Riccardo fornisce una buona performance e con un punteggio di 292 punti è in quinta posizione nella classifica parziale.
Il 13 agosto il tiratore supera il punteggio del giorno precedente totalizzando 294 punti nella seconda prova di qualificazione: con 586 punti totali ha guadagnato il suo posto nella Finale Olimpica. 
La Finale purtroppo non va come sperato: chiude al sesto posto.
La stagione agonistica si conclude con un quinto posto alla Finale di Coppa del Mondo a Bologna e un quarto posto ai Campionati Mondiali Militari a Doha (QAT).

### La ripartenza verso le Olimpiadi di Tokyo 2020: l'infortunio e la rinascita
Il 2017 porta all'ennesimo cambio dello staff da parte della Unione Italiana Tiro a Segno e il tecnico per la disciplina Pistola Automatica diventa Ralf Schumann. Riccardo fatica a stare al passo con i tanti allenamenti collegiali imposti con la Nazionale. Nonostante ciò, arriva una medaglia di bronzo alla Coppa del Mondo di Gabala (AZE) con punti 584 in qualificazione e 25 hits in finale. 
Poche settimane dopo, durante una gara internazionale a Ustka in Polonia, il tiratore gallaratese fornisce una prestazione eccezionale centrando un punteggio di 594/600: nuovo record italiano e un punto sopra al record del mondo. Questa volta il record del mondo non è omologabile perché non è stato effettuato durante una gara ufficiale della ISSF (International Sport Shooting Federation).
Dopo pochi mesi si riconferma ai Campionati Europei a Baku (AZE) raggiungendo la quarta posizione. È solo l'ultima serie di finale in cui totalizza un solo hit dei 5 disponibili a lasciarlo ai piedi del podio.
La stagione 2018 inizia incerta e in aprile ad un raduno con la Squadra Nazionale arriva l'infortunio: durante un normale allenamento di tiro la spalla cede alla stanchezza e i tendini si lesionano. Viene diagnostica una rottura della cuffia dei rotatori che deve essere operata.
Il 2 maggio, giorno del suo compleanno, Riccardo subisce l'intervento presso il Policlinico Militare del Celio a Roma. La riabilitazione viene seguita con competenza dal medico federale UITS e dal personale medico del Centro Sportivo Olimpico dell'Esercito. L'obiettivo di Riccardo è recuperare in tempo per poter partecipare ai Campionati Mondiali a settembre. Dopo soli 2 mesi dall'intervento torna in poligono ad allenarsi.
Ad agosto partecipa ad una gara internazionale a Suhl (GER) e si classifica in terza posizione con 580 punti + 26 hits in finale. Per risparmiare energie in vista dei Mondiali, il tiratore prende la sofferta decisione di non partecipare alle Finali dei Campionati Italiani, prima volta in oltre 20 anni di attività.
I Campionati del Mondo si svolgono a Changwon (KOR) a settembre; con 574 punti Riccardo rimane ben lontano dalla finale ottiene una buona prestazione a poco più di 4 mesi dall'intervento.
Nel 2019 riesce a mantenere la performance su un discreto livello; nelle 4 tappe di Coppa del Mondo valide per la qualificazione olimpica i risultati sono: Pechino (CHN) 578 punti, Monaco di Baviera (GER) 581 punti, New Delhi (IND) 575 punti, Rio de Janeiro (BRA) 582 punti.
A luglio Riccardo torna a calpestare la pedana dei Campionati Italiani Assoluti a Bologna, nello stesso impianto in cui due mesi dopo si sarebbero svolti i Campionati Europei. 
La prestazione nella Final Hall costruita per l'occasione della gara che assegnerà il titolo continentale è ottima e vince il titolo italiano stabilendo anche il nuovo Record con 36 hits.
Ai Campionati Europei che si svolgono a settembre l'aspettativa è alta e riesce a qualificarsi per la finale con una buona prestazione di gara (581 punti). Il semplice accesso alla finale vale la vittoria del pass olimpico per Tokyo 2020 ma il coronamento della giornata arriva vincendo il titolo europeo con 34 hits davanti al pubblico di casa. Al secondo posto Christian Reitz (Campione Olimpico 2016) e al terzo posto Nikita Sukhanov (Campione Europeo uscente).
Dopo una breve pausa invernale la preparazione per le Olimpiadi di agosto 2020 a Tokyo (JPN) riprende, ma viene interrotta dalla pandemia legata al Coronavirus Covid-19 con conseguente rinvio di un anno dei Giochi.
Mazzetti claimed Rapid Fire Gold with a new Final World Record, after 3 Shoot-offs
Rio 2016 25m rapid fire pistol (60 shots) men - Olympic Shooting
Europei tiro a segno a Bologna: Mazzetti (oro) e Bacci (quinto) conquistano il pass olimpico